# Р-6
Р-6 (АНТ-7) — советский многоцелевой самолёт (разведчик, трёхместный истребитель дальнего сопровождения, бомбардировщик и торпедоносец).
Конструкция самолёта родственна ТБ-1 (АНТ-4).

## История появления
В середине 1920-х годов имела хождение теория о необходимости наличия «воздушного крейсера для дальних самостоятельных полётов в тыл противника». Эти самолёты должны были произвести разведку целей, прикрывать бомбардировщики на расстояниях дальше радиуса действия истребителей и самостоятельно атаковать небольшие объекты. Самолёт должен был иметь дальность сравнимую с дальностью тяжелых бомбардировщиков, мощное вооружение и маневренность позволяла вести воздушный бой. На основе схемы и конструкции ТБ-1 появилась возможность создать подобный самолёт с теми же двигателями, но меньших размеров и массы. При двух двигателях BMW-VI (500/730 л. с.) он был близок по скорости к одномоторным истребителям-бипланам того времени. Опытный экземпляр был выпущен 11 сентября 1929 года, но испытания — после доводок и доделок — были начаты в мае 1930 года.

## Серийное производство
После испытаний и доводок самолёт был запущен в серию как самолёт дальней разведки, сопровождения бомбардировщиков и воздушного боя. Головной самолёт с двигателями М-17 вышел на государственные испытания 5 октября 1931 года. Серийный самолёт стал тяжелее опытного на 126 кг. Двигатели М-17 (советская копия BMW V1E7) были тяжелее аналогов на 60 кг, а отечественные колеса добавили ещё 28 кг. В результате серийный самолёт уступал опытному в максимальной скорости и практическом потолке. После выпуска 45 экземпляров на заводе № 22 (Москва) в 1932 году производство было передано назавод № 31 в Таганроге, где производились поплавковые версии МР-6.
В 1934 году производство Р-6 под маркой КР-6 вернулось в Москву и продолжалось по 1935 год. Кроме того на заводе № 126 собрали ещё 20 Р-6. Всего было выпущено 406 самолётов.
Экипаж — 4 человека, в том числе один стрелок в выдвижной вниз поворотной башне. Вооружение 5 пулемётов ДА, держатели Дер-7 для небольших бомб и Сбр-8.
|       | Производитель                | 1931 | 1932 | 1933 | 1934 | 1935 | 1936 | Всего |
| ----- | ---------------------------- | ---- | ---- | ---- | ---- | ---- | ---- | ----- |
| Р-6   | № 22 (Фили)                  | 15   | 30   |      |      |      |      | 45    |
| Р-6   | № 126 (Комсомольск-на-Амуре) |      |      |      |      |      | 20   | 20    |
| МР-6  | № 31 (Таганрог)              |      | 1    | 50   | 20   |      |      | 71    |
| КР-6  | № 22 (Фили)                  |      |      |      | 150  | 20   |      | 170   |
| КР-6А | № 22 (Фили)                  |      |      |      | 72   | 28   |      | 100   |
| Всего | Всего                        | 15   | 31   | 50   | 242  | 48   | 20   | 406   |

## Конструкция самолёта[5]
Р-6 (АНТ-7) двухмоторный с тянущими моторами свободнонесущий моноплан с низким расположением крыла. Конструкция самолёта была цельнометаллическая. Обшивка из гофрированных листов кольчугалюминия.
- Крыло - состоит из центроплана и двух отъёмных консолей. Подобный силовой набор крыла состоит из четырёх лонжеронов и стрингеров. Лонжероны в сечении — плоские трубчатые раскосые фермы, изготовленные из кольчугалюминия. Продольный силовой набор — нервюры ферменной конструкции из кольчугалюминия, установленные с шагом 1 м.
- Механизация крыла — элероны с осевой аэродинамической компенсацией. Элероны имели большую площадь и состояли из трубчатых лонжеронов и гофрированной обшивки.
- Фюзеляж — состоит из трех частей — носовая, средняя и хвостовая, стыковавшиеся между собой болтами. Обшивка фюзеляжа — тонкий гофрированный лист, силовой набор ферменной конструкции, склепанной из кольчугалюминиевых труб. В носовой части фюзеляжа располагался стрелок-наблюдатель с пулеметной установкой, за ним размещалась кабина пилота. В средней части находилась поворотная пулеметная установка, которая выдвигалась вниз. В хвостовой части сверху располагалась ещё одна пулеметная турель.
- Хвостовое оперение — конструктивно аналогично крылу. Стабилизатор поворотный, отклоняется на + — 5 градусов. Поворот осуществлялся от штурвала в кабине летчика, связанный тросовой проводкой с винтовым домкратом.
- Двигатели — водяного охлаждения с деревянными воздушными винтами. Моторама изготовлена из стальных труб и крепится к центроплану болтами. Водяные радиаторы устанавливались в мотогондолах под двигателями. Топливные баки, клепанной конструкции из кольчугалюминия, располагались в крыле.
- Шасси — неубирающиеся, изготавливалось из стальных труб. Задний костыль самоориенттирующийся. Амортизация шасси и костыля — резиновая, шнуровая. В зимнее время колеса шасси заменялись на лыжи.
- Приборное оборудование — на приборной доске пилота располагались тахометры, термометры и манометры воды и масла, указатели уровня бензина в баках, указатели поворота, скорости, высотомер, часы и компас. У стрелка-бомбардира находились компас, указатель скорости, часы, термометр воздуха и навигационный визир. В передней кабине размещался фотоаппарат.

## Эксплуатация
К 1936 году самолёт как военный устарел и стал передаваться в больших количествах в Аэрофлот и Главсевморпуть где он широко эксплуатировался под маркой ПС-7 — 2 двигателя М17 и МП-6 — 2 двигателя М-17 (поплавковый вариант). Коммерческая нагрузка обоих была 700 кг. В ВВС Р-6 использовался в 1936-38 годах как тренировочный и позднее как транспортный — вплоть до 1944 года.

## Модификации
- Р-6 «Разведчик шестой» — модификация для проведения разведки и сопровождения бомбардировщиков; первый полёт в 1930 году
- Р-6Л «Лимузин» — вариант серийного с закрытой кабиной в форме невысокой надстройки фюзеляжа с остеклением и входной дверью на правом борту. Самолёт 9-местный (из них 7 пассажиров), оборудован багажным отсеком. Был выпущен в одном экземпляре в июле 1933 года. Разбился в сентябре 1933 года из-за плохих погодных условий.
- МР-6 «Морской разведчик шестой» — самолёт Р-6 на поплавках типа «Ж» выпускался в 1932—1934 годах на заводе в Таганроге. Поскольку поплавки были такими же как и у ТБ-1, самолёт был очень сложен при посадке. При испытаниях самолёта было потеряно три машины. Применялся в ГВФ и НКПС под маркой МП-6. Пилот Л. Г. Крузе выполнил на этом самолёте первую аэрофотосъёмку части тайги, по которой позже прошла трасса Байкало-Амурской магистрали. Для тех лет это была сверхсовременная технология[6].
- КР-6 2М-17 «Крейсер-разведчик» — после прекращения выпуска МР-6 в Таганроге его производство возобновили в Москве под новым названием. Кроме того в конструкцию был внесён ряд изменений — введены посадочные щитки и зализы между крылом и фюзеляжем, убрана выдвижная башня, тормозные колёса и др. «Крейсер» выпускался в 1934—1935 годах.
- ПС-7 «Пассажирский самолёт седьмой»  — гражданский самолёт ПС-7 для перевозки грузов и пассажиров, первоначально был с открытой кабиной, но позже машину начали делать с закрытой кабиной. Кабины лётчика и бортмеханика были в передней части самолёта, позади пассажирский салон вместимостью 8—10 пассажиров. Самолёты летали со скоростью 170—180 км/ч[7].
- П-6 «Пассажирский (самолет) шестой» — гражданский самолёт для перевозки грузов и пассажиров.

## Роль в истории
РекордыПилот Л. Г. Крузе на гидромодификации МР-6 с номером СССР Ж1 в 1936 году совершил рекордный для того времени перелёт Ленинград-Иркутск-Нордвик на расстояние около 10 000 км
На самолёте Р-6 лётчик П. Г. Головин выполнил первый полёт над Северным полюсом перед посадкой там остальных самолётов полюсной экспедиции в 1937 году.
С использованием крыла и оперения самолёта были созданы самолёты АНТ-9 (пассажирский) и АНТ-8 (МДР-2) («летающая лодка»).

## Р-6 (АНТ-7) в музеях
По сообщениям прессы, в 2005 году в Киеве закончилась реставрация найденного в 1980-х годах Р-6. Согласно информации прессы, он не экспонируется на открытой площадке музея в Национальном авиационном университете Украины, а хранится в учебном ангаре.

## Использовавшие страны
Военные операции
 СССР
- ВВС СССР

Гражданская авиация
 СССР
- Аэрофлот

## Тактико-технические характеристики
Приведены данные второго прототипа, головного Р-6.
Источник данных: Шавров, 1985; Gunston, 1995.

Технические характеристики
- Экипаж: 4 человека
- Длина: 15,06 м
- Размах крыла: 23,2 м
- Высота: 6,92 м
- Площадь крыла: 80 м²
- Масса пустого: 3900 кг
- Масса снаряжённого: 4690 кг
- Нормальная взлётная масса: 6130 кг
- Максимальная взлётная масса: 1440??
- Силовая установка: 2 × поршневой М-17Ф
- Мощность двигателей: 2 × 715 л.с. (2 × 533  кВт)
- Воздушный винт: двухлопастной, деревянный
- Диаметр винта: 3,3 м

Лётные характеристики
- Максимальная скорость:  
  - у земли: 240 км/ч
  - на высоте:  212 км/ч на 5000 м
- Посадочная скорость: 110 км/ч
- Практическая дальность: 1680 км
- Практический потолок: 5620 м
- Время набора высоты: 5000 м за 39,3 мин
- Нагрузка на крыло: 76,6 кг/м²
- Тяговооружённость: 121 Вт/кг

Вооружение
- Стрелково-пушечное: 5 × 7,62 мм пулемётов ДА
- Боевая нагрузка: 790 кг